# Напаскиак (аэропорт)
Аэропорт Напаскиак (англ. Napaskiak Airport), (ИАТА: PKA, ИКАО: PAPK, FAA LID: PKA) — коммерческий аэропорт, расположенный в 1,85 километрах к юго-западу от центрального района города Напаскиак (Аляска), США.
Порт находится в собственности штата Аляска.

## Статистические данные
По данным статистики Федерального управления гражданской авиации США услугами аэропорта в 2008 году воспользовалось 1321 пассажиров, что на 28,9 % меньше в сравнении с предыдущим годом (1858 пассажиров).
Аэропорт Напаскиак включен Федеральным управлением гражданской авиации США в общий план развития аэропортовой системы США в период с 2009 по 2013 годы в качестве аэропорта, обслуживающего рейсы авиации общего назначения.

## Операционная деятельность
Аэропорт Напаскиак расположен на высоте 7 метров над уровнем моря и эксплуатирует две взлётно-посадочные полосы:
- 2/20 размерами 914 x 18 метров с гравийным покрытием и
- 9W/27W размерами 4572 x 610 метров, предназначенную для обслуживания гидросамолётов.